# Tomasz Pastryk
Tomasz Pastryk (ur. 23 lutego 1986 w Bielsku-Białej) – polski hokeista, reprezentant Polski.
Syn Stanisława Pastryka, pracownika klubu hokejowego w Jastrzębiu-Zdroju.

## Kariera
- Orlik Opole (2002-2003)
- JKH GKS Jastrzębie (2005-2016)
- Polonia Bytom (2016-2018)
- MH Automatyka Gdańsk (2018-2020)

Od 2016 zawodnik Polonii Bytom. W maju 2018 został zawodnikiem MH Automatyka Gdańsk.
W barwach reprezentacji Polski do lat 20 wystąpił na turnieju mistrzostw świata juniorów do lat 20 w 2006 (Dywizja I).

## Sukcesy
Klubowe
- Złoty medal I ligi: 2008 z JKH GKS Jastrzębie
- Awans do ekstraligi: 2008 z JKH GKS Jastrzębie
- Puchar Polski: 2012 z JKH GKS Jastrzębie
- Srebrny medal mistrzostw Polski: 2013, 2015 z JKH GKS Jastrzębie
- Brązowy medal mistrzostw Polski: 2014 z JKH GKS Jastrzębie, 2017 z Polonią Bytom